# パトリック・マクガバン
パトリック・ジョセフ・マクガバン・ジュニア（Patrick Joseph McGovern, Jr.、1937年8月11日 – 2014年3月19日）は、アメリカ合衆国の実業家で、技術出版、調査、イベント運営、ベンチャーキャピタルなどの事業を傘下にもつInternational Data Group (IDG) の創業者、会長として知られていた。
2013年9月の『フォーブス』誌によるアメリカ合衆国の長者番付「フォーブス400」では、51億ドル相当の純資産を保有しているとされた。

## 経歴
マクガバンは、小林二郎のインタビューによれば13歳のときに本でコンピュータの存在を知り、15歳のときに（『フォーブス』誌によれば1950年代に）、絶対に負けない三目並べのコンピュータ・ゲームのプログラム「チックタックトー (tic-tac-toe)」を設計し、後にその実績が評価されて奨学金を得た特待生としてマサチューセッツ工科大学 (MIT) に入学したという。MITでは入学後すぐに学生新聞『The Tech』の編集部に入り、後には編集長も務めた。1959年には、コース7、すなわち生物学/生命科学分野で学士号を得てMITを卒業した。一時期は、エドモンド・バークリーが創刊し、出版、編集にもあたっていた雑誌『Computers & Automation』の編集者となった。その後、1964年に、友人のフレッド・カーチ (Fred Kirch) とともに、コンピュータ産業界のデータベースを構築し、ニューズレター『EDP Industry & Market Report』を発行する会社として、インターナショナル・データ・コーポレーション (IDC) を創説した。1967年には週刊新聞『Computerworld』を創刊した。1980年には、米中合弁会社の先駆となる会社のひとつを設立し、1997年には『フォーブス』誌に「パット・マクガバンは中国で人民日報よりも多数の読者をもっている (Pat McGovern has more readers in China than the People's Daily does.)」と報じられた。1991年には、傘下の会社から様々な主題について初心者に説明する『For Dummies』シリーズの第1弾となる『DOS For Dummies』が出版された。ブルームバーグ傘下の Bloomberg News の報道によると、IDG の定期出版物は、のべ2.8億人の定期的な読者をもっており、年間売上は36億ドルに達するという。

## 私生活
マクガバンは、ニューヨーク市クイーンズ区に生まれたが、一家は彼が幼いうちにフィラデルフィアへ移り、当地で彼は8歳から新聞配達の仕事をした。離婚を1度経験し、4人の子をもうけ、カリフォルニア州ヒルズバラとニューハンプシャー州ホリスに家を構えていた。マクガバンは、1982年に再婚した後妻で、やはり実業家のロア・ハープ・マクガバンとともに、MITに3.5億ドルを寄付し、マクガヴァン脳研究所を創設した。マクガバンはMITの理事や、ホワイトヘッド生医学研究所の理事も務めた。

## 死
2012年5月、マクガバンは、開心術による心臓手術をクリーブランド・クリニックで受けた。2014年3月19日、マクガバンは、カリフォルニア州パロアルトにおいて、76歳で死去した。